# Serjania herteri
Serjania herteri är en kinesträdsväxtart som beskrevs av M.S. Ferrucci. Serjania herteri ingår i släktet Serjania och familjen kinesträdsväxter. Inga underarter finns listade i Catalogue of Life.